# Ufgau (Baden)
Der Ufgau, auch Ufgowe, ist eine mittelalterliche Gaugrafschaft auf dem Gebiet des heutigen Bundeslandes Baden-Württemberg, die sich von der Oos über den Unterlauf der Murg bis an den Albgau erstreckt.
Der westfränkische Ufgau, zwischen Alb/Oos und Rhein/Schwarzwald, grenzt im Süden an die Ortenau (um Offenburg und Achern), im Südwesten an den elsässischen Nordgau, im Nordwesten an den Speyergau, im Nordosten an Pfinzgau bzw. Kraichgau und im Südosten an Glemsgau und Würmgau. Kirchlich gehörte der Ufgau zum Bistum Speyer, während die Ortenau zum Bistum Straßburg gehörte.
Heutige Städte im historischen Ufgau sind Baden-Baden, Rastatt und Karlsruhe.
Als Grafen des Ufgaus sind belegt:
- Gebhard, † nach 15. Januar 947, Konradiner, 940 Graf im Ufgau
- Konrad I./Kuno von Öhningen, dessen Enkel, † 20. August 997, 983–997 Herzog von Schwaben, 987 Graf in Ufgau, 994 Graf in der Ortenau
- Adalbert, 1041 erwähnt, wohl identisch mit Adalbert I. Graf von Calw, erwähnt 1046(/49)[1]
- Reginbodo I., Enkel von Konrad I., † 1063 beim Goslarer Rangstreit, 1057 erwähnt, Namensgeber des fränkischen Adelsgeschlechts der Reginbodonen
- Reginbodo II., dessen Enkel, 1110–1115 erwähnt

Residenz der Ufgaugrafen Reginbodo I. und II. war die Burg Waldenfels bei Malsch.
Anfang des 12. Jahrhunderts fiel das Murgtal an die Grafen von Eberstein, das Oostal an die Markgrafen von Baden.